# 玉手みずき
玉手 みずき（たまて みずき、1981年12月9日 - ）は、埼玉県出身の女優。ナノスクエア所属。以前はブルーシャトル、アクロス エンタテインメントに所属していた。
元ミュージカル集団「東京メッツ」の一員。夫はラートパフォーマーの吉川泰昭。

## 人物
- 両親が北海道出身[2]。兄が2人いる[3]。
- 3歳から15歳までピアノを習う。東京メッツでは劇中で組んだバンドでキーボードを担当していたこともある[4]。
- ミュージカル「アニー」で共演した深野琴美[5]や渡部若菜とは今でも仲良しである。特に深野とは「ことみずき」というユニットを組むほどの仲である。
- 2011年5月24日、ラートパフォーマーの吉川泰昭と入籍したことを発表[1]。

## 出演

### テレビドラマ
- 美少女戦隊ポトリスしちゃうぞ（2002年、チャンネルBB）

### その他のテレビ番組
- アペティ（2002年、Foodies TV）

### 映画
- スワンズソング（2002年、東京テアトル）加納みゆき役

### 舞台
- アニー（1997年）ジュリー役
- 赤毛のアン（1998年）アン役
- ココ・スマイル2（2001年）サコ役
- アイツー（2002年）幸子・ユウナ役
- 夢幻の街（2002年）沢村美希役
- 東京メッツ（2003年 - 2004年）
- マッスルミュージカル夏公演・祭（2005年、2008年）
- 溺れる金魚（2010年）[6]
- 明治座「五木ひろし特別公演」（2012年）

### PV
- いきものがかり「ありがとう」（2010年）